# Sommersdorf (Burgoberbach)

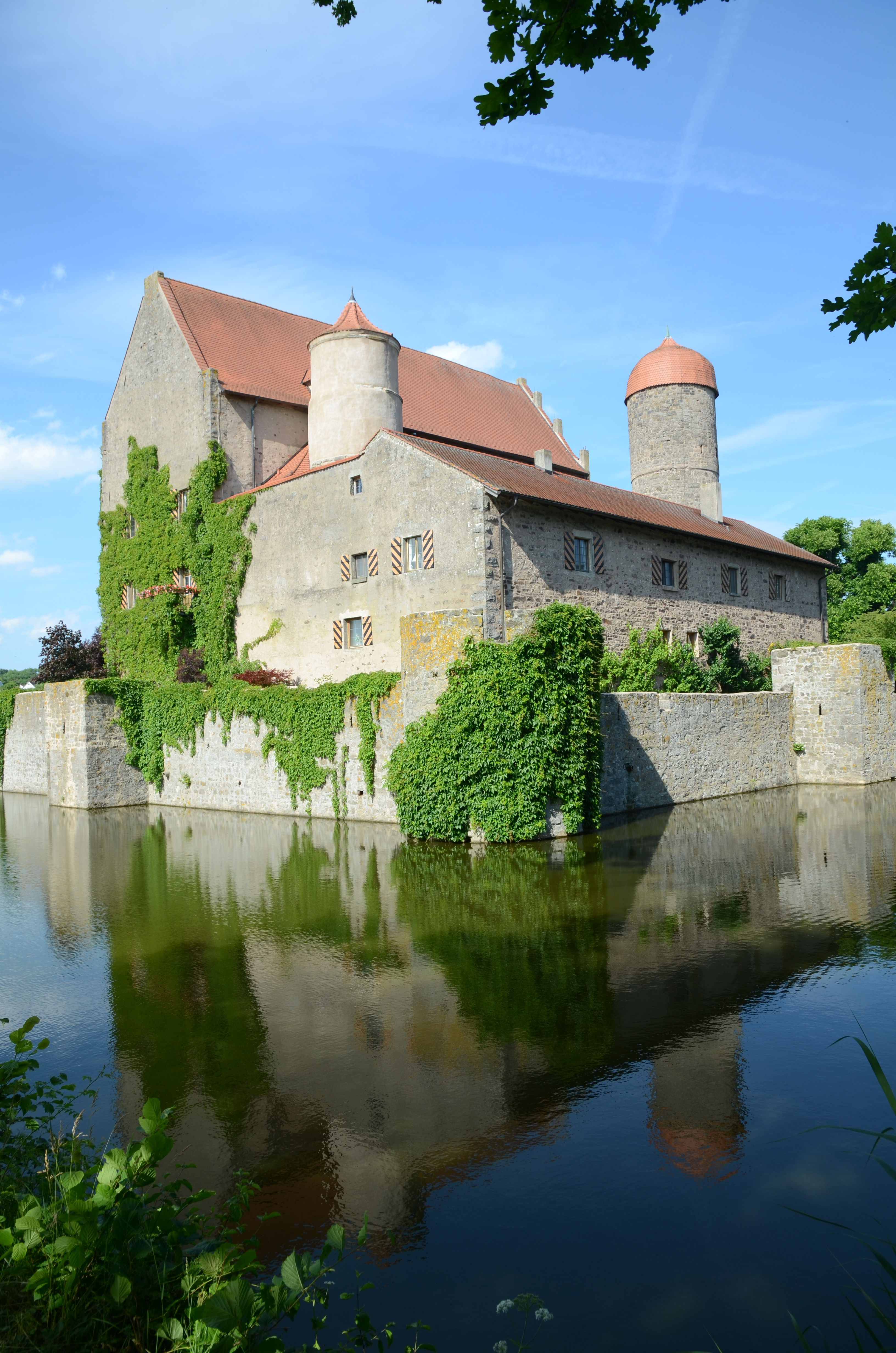
Schloss Sommersdorf

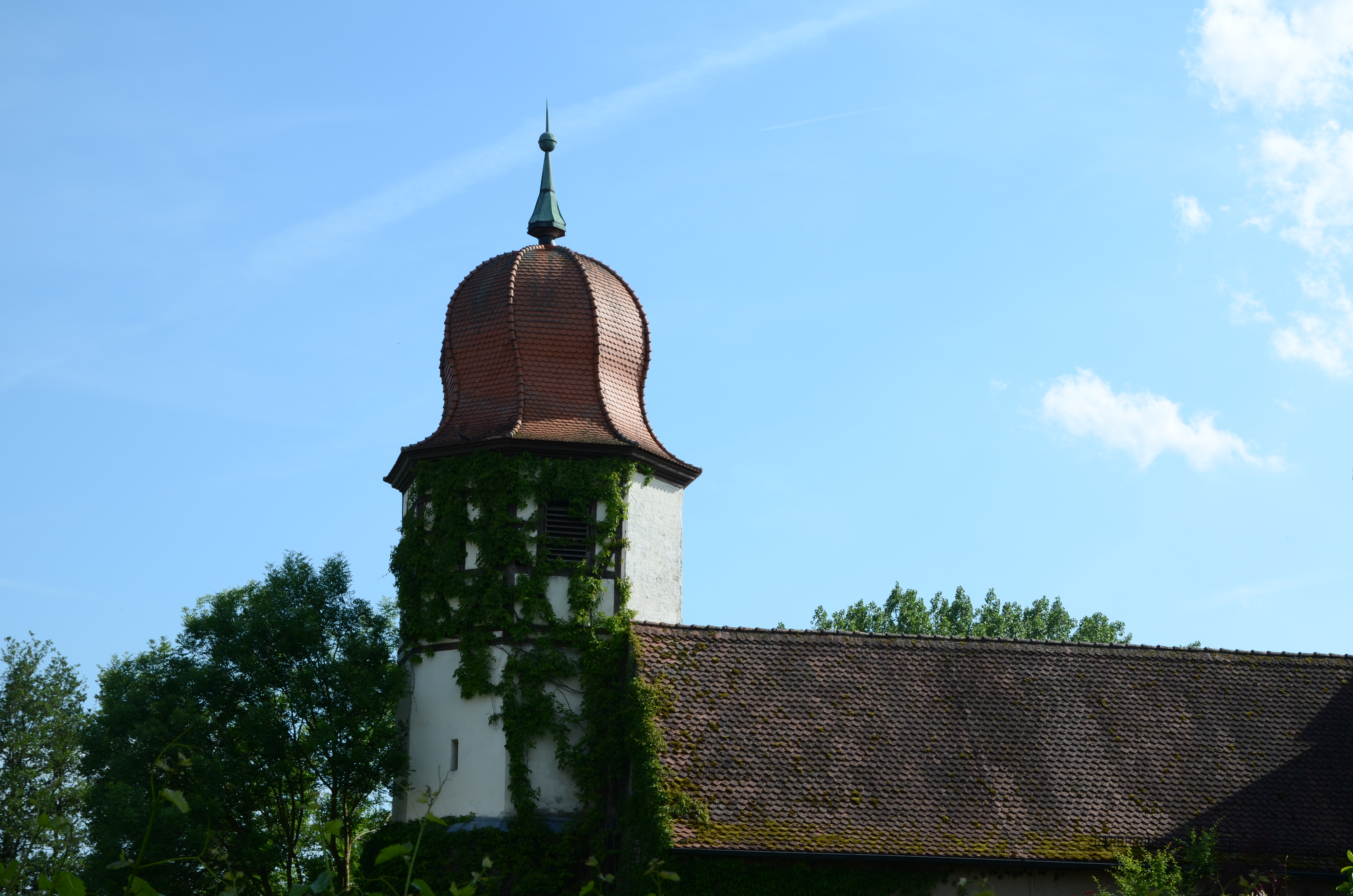
Schlosskirche Sommersdorf

Sommersdorf ist ein Gemeindeteil der Gemeinde Burgoberbach im Landkreis Ansbach (Mittelfranken, Bayern). Die Gemarkung Sommersdorf hat eine Fläche von 1,912 km². Sie ist in 294 Flurstücke aufgeteilt, die eine durchschnittliche Fläche von 6502,99 m² haben.
Der Ort ist bekannt für die Mumien im Schloss Sommersdorf.

## Geografie
Durch das Pfarrdorf fließt der Irrebach, ein linker Zufluss der Altmühl, etwas weiter südlich fließt der Altbach, ebenfalls ein linker Zufluss der Altmühl. Im Norden liegt das Kappelfeld, im Nordosten das Herrenholz, 0,75 km südwestlich der Mühlbuck.
Die Staatsstraße 2221 führt nach Niederoberbach (1 km nördlich) bzw. nach Kleinried (1,2 km südlich). Eine Gemeindeverbindungsstraße führt zu einer  Gemeindeverbindungsstraße (1,3 km nordwestlich) zwischen Winkel (1 km westlich) und Niederoberbach (1 km nordöstlich). Eine weitere Gemeindeverbindungsstraße verläuft zur Staatsstraße 2220 (0,9 km südöstlich) zwischen Kleinried (1 km südwestlich) und Irrebach (1 km nordöstlich).

## Geschichte
Der Ort wurde im Jahr 888 als „Sunnemannesdorf“ erstmals urkundlich erwähnt. In dieser Urkunde gab der Eichstätter Bischof Erchanbald den Besitz der aufgelösten Herriedener Benediktinerabtei St. Salvator, zu dem auch Sommersdorf gehörte, zu Lehen. In der Rauenzeller Stiftungsurkunde von 1208 wurde ein Gerhardus von Sunnemannesdorph erwähnt, ein ortsansässiger Adeliger. 1275 wurde dieses Geschlecht letztmals erwähnt. 1314 hat kurzzeitig ein Chunrat von Nazzenfels Sommersdorf zu Lehen, aber bereits drei Jahre später fällt dieses wieder dem Eichstätter Bischof zu. In der Folgezeit war das Adelsgeschlecht von Eyb dort ansässig, das im späten 14. Jahrhundert die heutige Burg Sommersdorf erbaute. 1550 kaufte Wolf von Crailsheim zu Neuhaus diese Burg und das Gut Sommersdorf. Er führte ein Jahr später das lutherische Bekenntnis ein. Das Schloss Sommersdorf ist seither bis heute im Besitz des Adelsgeschlechts von Crailsheim.
Der Ort lag im Fraischbezirk des Oberamtes Ansbach. Gegen Ende des 18. Jahrhunderts gab es in Sommersdorf 14 Untertansfamilien. Die Dorf- und Gemeindeherrschaft und die Grundherrschaft über alle Anwesen hatten die Herren von Crailsheim. Von 1797 bis 1808 unterstand der Ort dem Justiz- und Kammeramt Ansbach.
1806 kam Sommersdorf an das Königreich Bayern. Im Rahmen des Gemeindeedikts wurde 1808 der Steuerdistrikt Sommersdorf gebildet, zu dem Niederoberbach, Reisach, Thann und Winkel gehörten. Wenig später entstand die Ruralgemeinde Sommersdorf, die deckungsgleich mit dem Steuerdistrikt war. Sie war in Verwaltung und Gerichtsbarkeit dem Landgericht Herrieden zugeordnet und in der Finanzverwaltung dem Rentamt Herrieden (1919 in Finanzamt Herrieden umbenannt, seit 1929 Finanzamt Ansbach). Der Ort hatte ursprünglich Marktrecht. Mit dem Zweiten Gemeindeedikt (1818) wurden drei Ruralgemeinden gebildet:
- Niederoberbach mit Reisach;
- Sommersdorf;
- Thann mit Winkel.

Ab 1862 gehörte Sommersdorf zum Bezirksamt Feuchtwangen (1939 in Landkreis Feuchtwangen umbenannt). Die Gerichtsbarkeit blieb beim Landgericht Herrieden (1879 in Amtsgericht Herrieden umbenannt), seit 1931 ist das Amtsgericht Ansbach zuständig. Die Gemeinde hatte 1964 eine Gebietsfläche von 1,882 km².
Am 1. Januar 1972 wurde Sommersdorf im Zuge der Gebietsreform in Bayern nach Burgoberbach eingemeindet.

### Baudenkmäler
- Ehemalige Ganerbenburg und Wasserschloss[15]
- Evangelisch-lutherische Pfarrkirche[15]
- Pfarrhaus[15]
- Ehemaliges Kastenamts- und Schulhaus[15]

### Einwohnerentwicklung
| Jahr      | 1818   | 1840   | 1852   | 1855   | 1861   | 1867   | 1871   | 1875   | 1880   | 1885   | 1890   | 1895   | 1900   | 1905   | 1910   | 1919   | 1925   | 1933   | 1939   | 1946   | 1950   | 1952   | 1961   | 1970   | 1987  |
| Einwohner | 193    | 183    | 164    | 157    | 159    | 159    | 150    | 150    | 169    | 165    | 148    | 158    | 164    | 135    | 134    | 135    | 130    | 124    | 114    | 202    | 231    | 187    | 146    | 166    | 171   |
| Häuser    | 36     | 34     |        |        |        |        | 32     |        |        | 31     | 31     |        | 30     |        |        |        | 25     |        |        |        | 29     |        | 38     |        | 47    |
| Quelle    | [ 17 ] | [ 11 ] | [ 18 ] | [ 18 ] | [ 19 ] | [ 20 ] | [ 21 ] | [ 22 ] | [ 23 ] | [ 24 ] | [ 25 ] | [ 18 ] | [ 26 ] | [ 18 ] | [ 27 ] | [ 18 ] | [ 28 ] | [ 18 ] | [ 18 ] | [ 18 ] | [ 29 ] | [ 18 ] | [ 12 ] | [ 30 ] | [ 2 ] |

## Religion
Der Ort ist seit der Reformation evangelisch-lutherisch geprägt und bis heute nach Sommersdorf gepfarrt. Die Einwohner römisch-katholischer Konfession sind nach St. Laurentius (Großenried) gepfarrt.

## Söhne des Ortes
- Ludwig von Eyb der Ältere (1417–1502), Ritter, Politiker und Richter
- Anselm von Eyb (1444–1477), Hofbeamter und Jurist
- Ludwig von Eyb der Jüngere (1450–1521), Hofbeamter, Heerführer und Schriftsteller